# Вавож (селище)
Ваво́ж (рос. Вавож) — селище у Вавозькому районі Удмуртії, Росія.

## Населення
Населення — 37 осіб (2010; 58 в 2002).
Національний склад (2002):
- удмурти — 78 %

## Господарство
Селище розташоване впритул зі сходу до присілка Велика Можга. У ньому знаходиться залізнична станція Вавож на залізниці Іжевськ-Кільмезь.
Урбаноніми:
- вулиці — Польова, Садова, Станційна